# Śródka (Poznań)

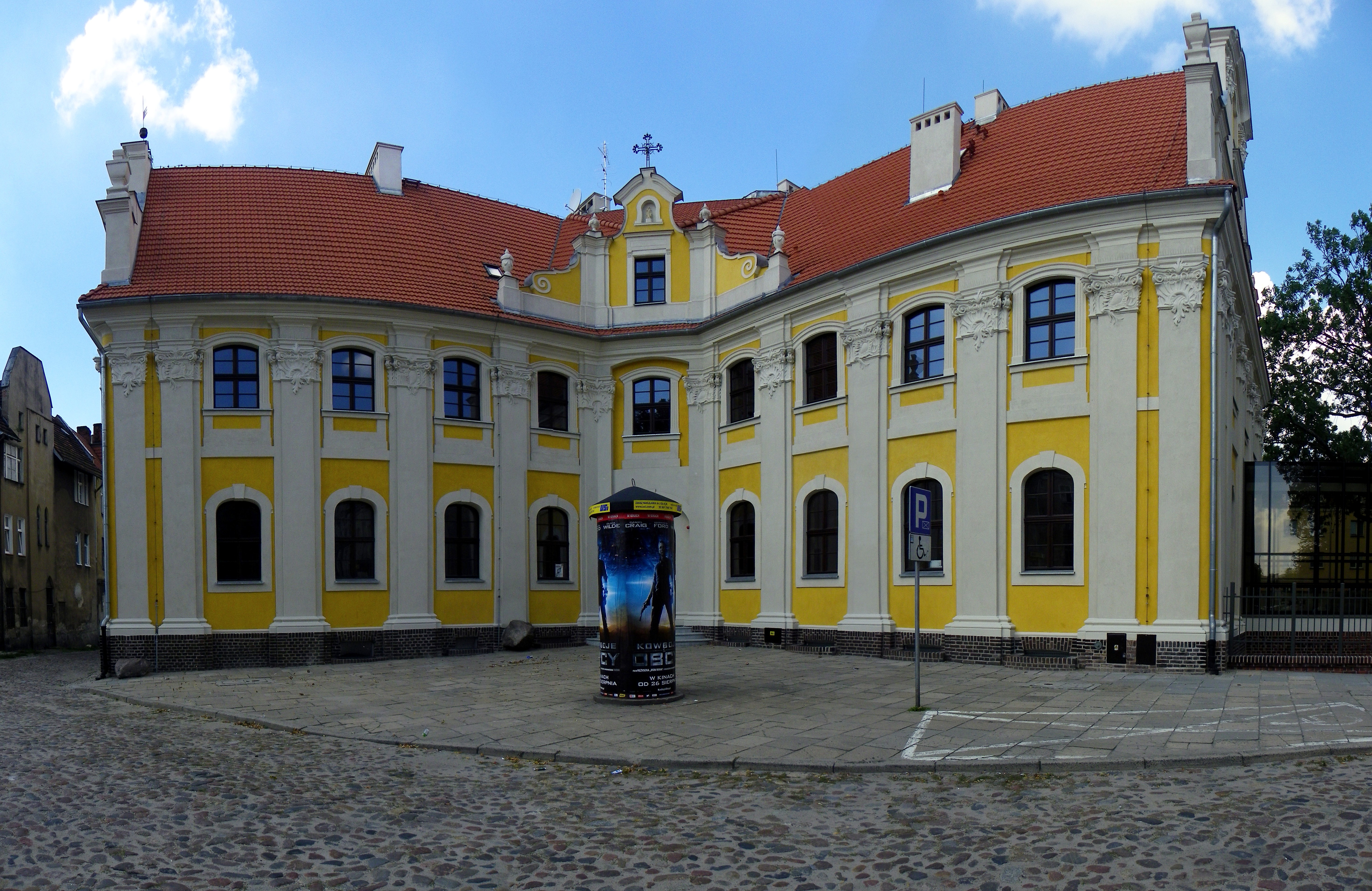
Klasztor Filipinów, obecnie Szkoła Katedralna

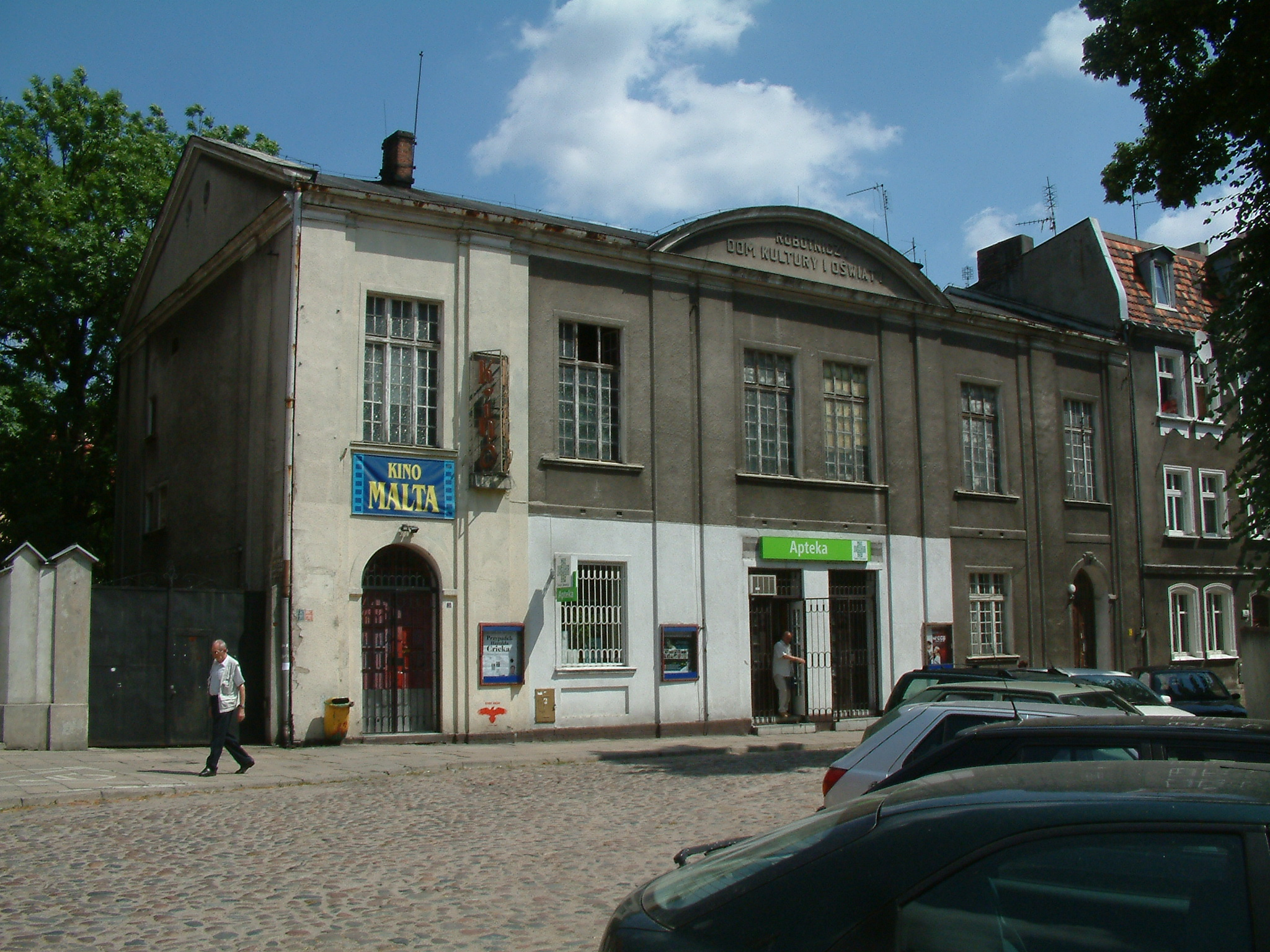
Dawny Dom Katolicki, obecnie część Katedralnej Szkoły Chóralnej.

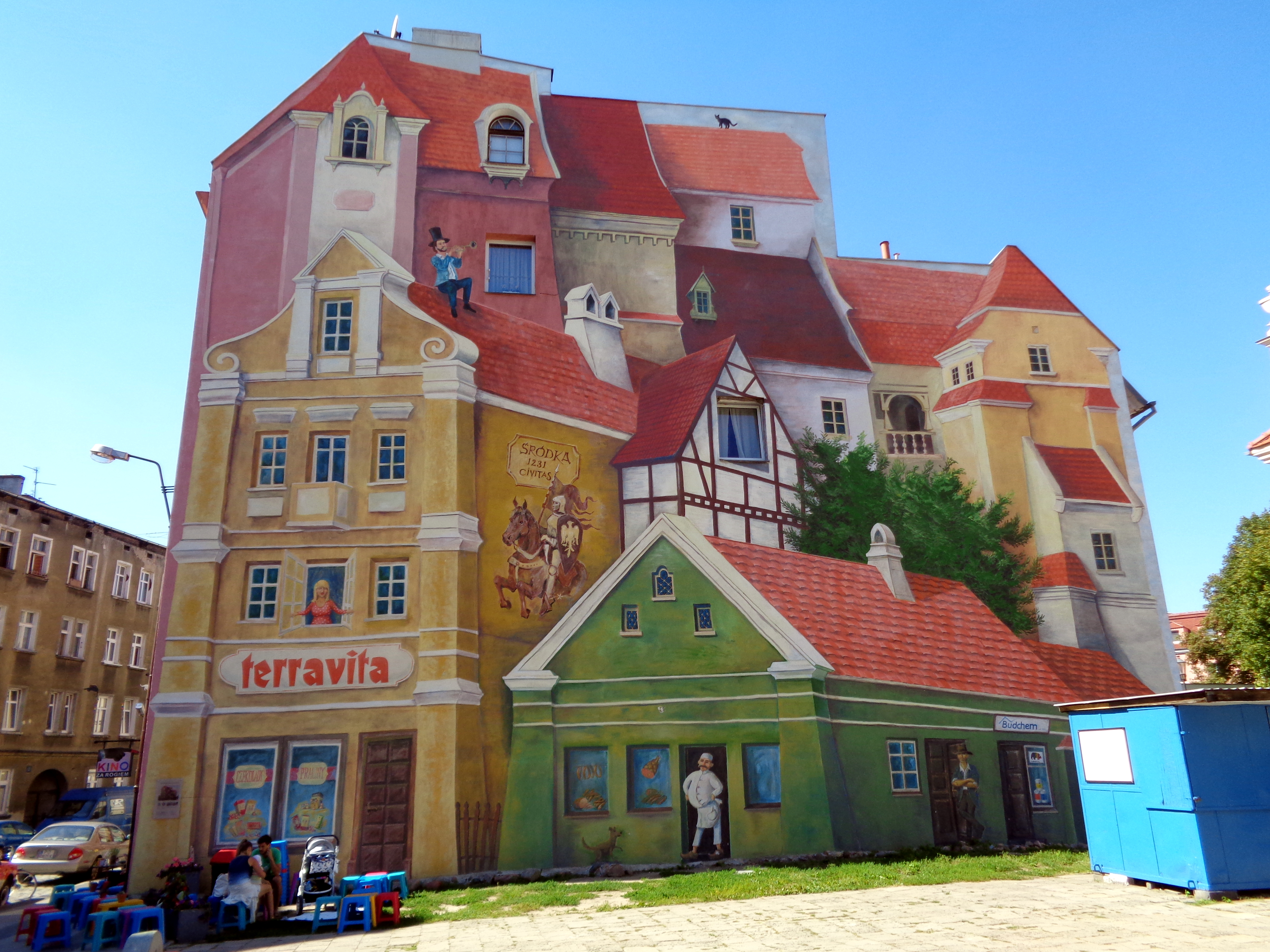
Opowieść Śródecka z trębaczem na dachu i kotem w tle – mural namalowany na ścianie jednej z kamienic na poznańskiej Śródce

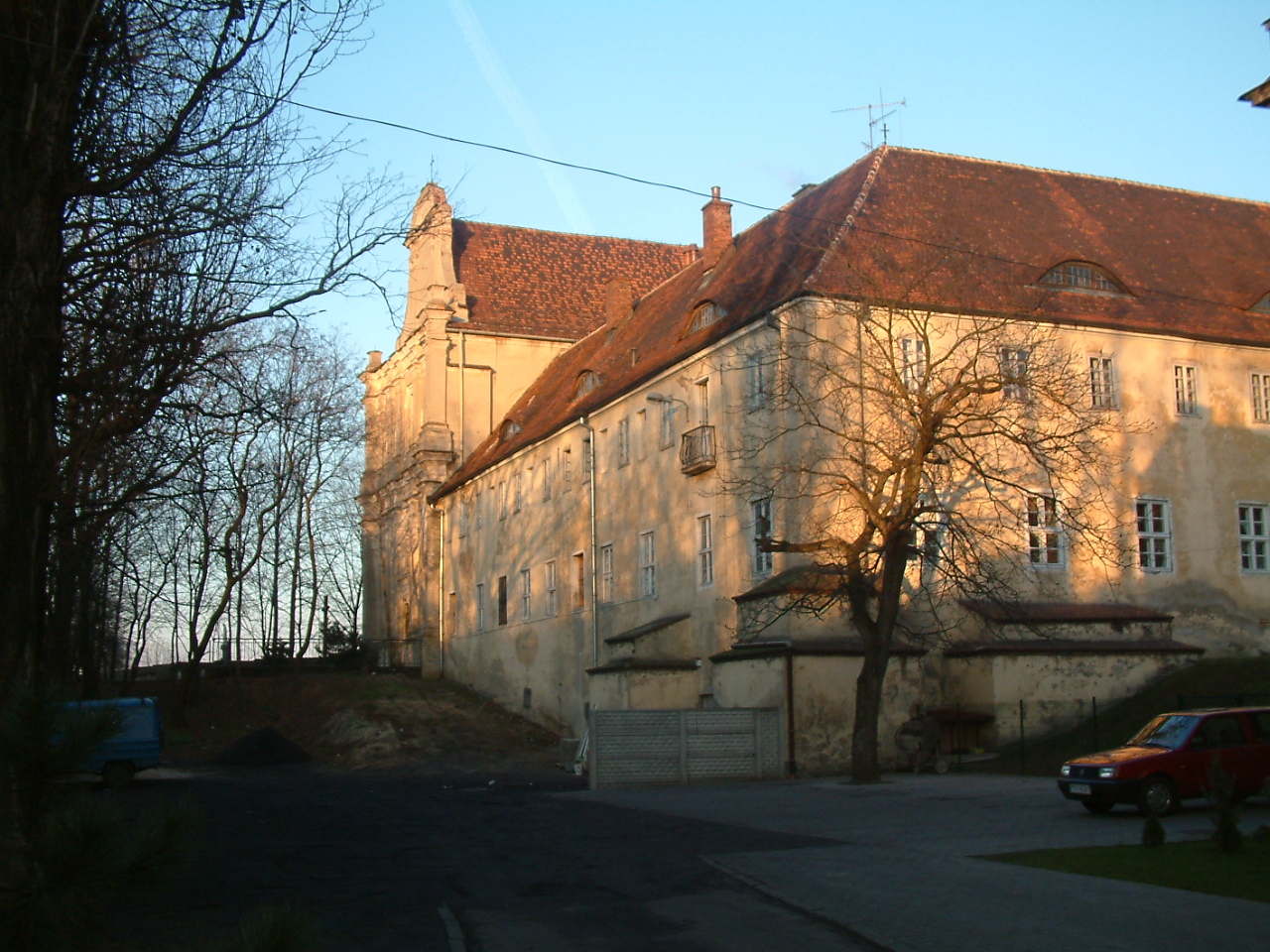
Poreformacki kościół pw. św. Kazimierza (obecnie polskokatolicki)

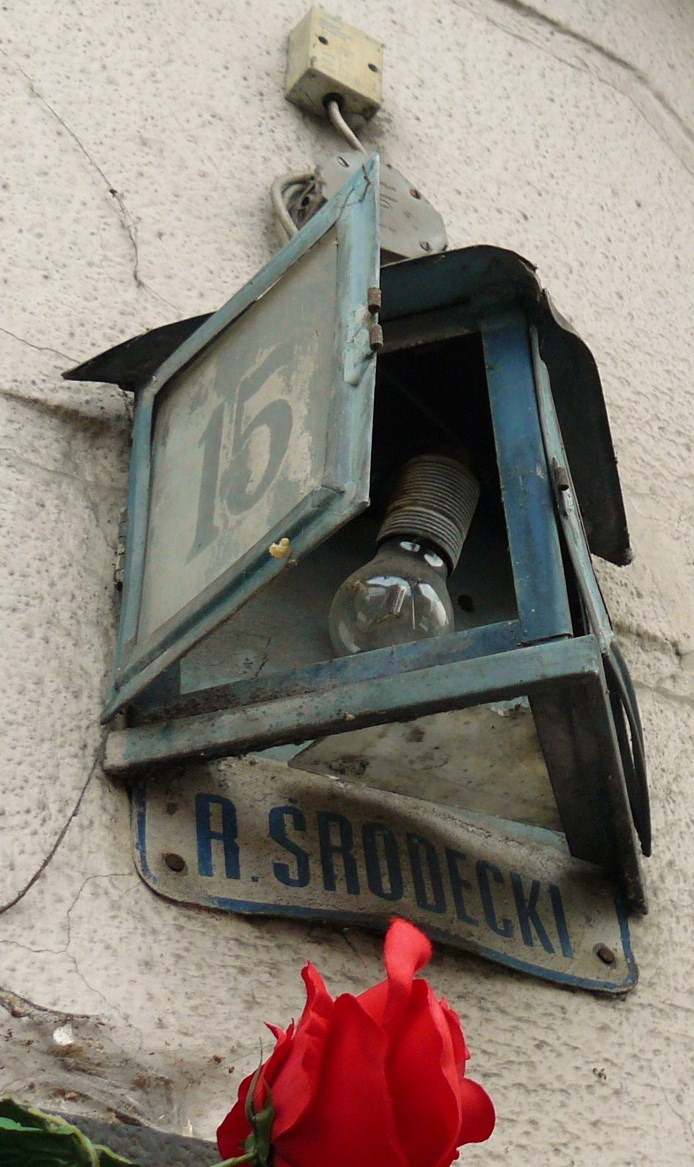
Numer 15

Śródka (niem. Schrodke) – historyczna część miasta Poznania, do 1800 roku odrębne miasto. Leży na wschód od Ostrowa Tumskiego, na prawobrzeżu Cybiny, która jest na wysokości Śródki Wschodnim Kanałem Ulgi, odnogą Warty. Przynależy do osiedla samorządowego Ostrów Tumski-Śródka-Zawady-Komandoria, znajduje się w pobliżu Komandorii, Zawad, Podwala i Berdychowa.
Nazwa ówczesnego miasta pochodzi od dnia tygodnia – środy. To właśnie wtedy organizowano w Śródce cotygodniowy targ. Od Śródki pochodzi zaś nazwa, znajdującego się na jej skraju, dużego skrzyżowania o ruchu okrężnym, ronda Śródka. Jednak z uwagi na jego położenie w pewnej odległości od Śródki, a jednocześnie w pobliżu Komandorii, także ta część Poznania bywa nazywana mylnie Śródką.

## Historia
Śródka uzyskała lokację miejską przed 1233 rokiem. Dnia 28 czerwca 1800 roku została włączona do Poznania. W latach 1954–1990 Śródka należała do dzielnicy Nowe Miasto. Była miastem duchownym, własnością biskupstwa poznańskiego. Pod koniec XVI wieku leżała w obrębie powiatu poznańskiego województwa poznańskiego.  
Jedną z ulic Śródki jest Ostrówek, swego czasu nazywany najmniejszym miastem Korony Polskiej.  
Osadnictwo na terenie Śródki sięga czasów neolitu. W latach 2012–2013 odkryto pozostałości naczyń i narzędzi używanych przez ludność kultury pucharów lejkowatych. Teren ten był zasiedlony również w epoce brązu i żelaza, o czym świadczą liczniejsze znaleziska, w tym odkryty w 1934, grób skrzynkowy ludności kultury pomorskiej. Kolejna fala osadnicza datowana jest na II–I w. p.n.e. (rejon Rynku i jego okolic). W okresie wczesnośredniowiecznym istniał tu jeden z pierwszych w Polsce cmentarzy chrześcijańskich.
Osadnictwo z okresu początków państwa polskiego związane jest z istnieniem piastowskiego znajdującego się na dzisiejszym Ostrowie Tumskim. Początkowo Śródka była osadą przynależącą do księcia, jednak już przed 1231 rokiem lokowana zostało jako miasto na prawie niemieckim. Przed połową XIII wieku była miastem, w którym odbywały się regularnie targi i jarmarki, z zabudową w postaci zespołu jatek rzeźnickich, piekarskich oraz szewskich. Po lokacji lewobrzeżnego Poznania, w 1253 roku, straciła na znaczeniu i uległa częściowemu (a być może nawet prawie całkowitemu) wyludnieniu. Została podarowana w 1288 biskupom poznańskim; biskupowi Janowi Gerbiczowi. Jednocześnie zachowała wcześniej posiadane prawa. Od XIII w. Śródka posiadała samorząd, a od XV wieku prawa miejskie. W czasie wojny trzynastoletniej Śródka wystawiła w 1458 roku 3 pieszych na odsiecz oblężonej polskiej załogi Zamku w Malborku.
W styczniu 1637 spaliła się praktycznie cała zabudowa Śródki. Władysław IV Waza, przywilejem z 26 marca 1637, zwolnił wszystkich pogorzelców z danin na rzecz państwa przez okres czterech lat. W roku 1717 biskup Wojciech Tholibowski wykupił i rozebrał czternaście domów, celem przygotowania placu pod budowę klasztoru Reformatów. W 1793 liczyła 44 domy mieszczan. 
W 1800 roku rząd pruski włączył Śródkę, miasto liczące wówczas 553 mieszkańców w granice Poznania nadając przy tym tej części miasta niemiecką nazwę Schrodka.

## Zabudowa
Centralnym punktem dzielnicy jest Rynek Śródecki. Spora część tego Rynku została zniszczona w czasie wojny, a potem w latach 60. i 70. XX wieku w związku z budową Trasy Chwaliszewskiej i ulicy Podwale. Przy pozostałej części Rynku znajduje się m.in. kościół św. Małgorzaty z XVI wieku oraz XVIII-wieczny klasztor filipinów oraz do 21 maja 2010 Kino „Malta”. Innym ciekawym obiektem jest należący do parafii polskokatolickiej kościół św. Kazimierza oraz przylegający do niego zespół poklasztorny reformatów, obecnie będący własnością szkoły dla dzieci niesłyszących. Oprócz tego na terenie Śródki znajduje się Poznańska Ogólnokształcąca Szkoła Muzyczna I stopnia nr 2 im. T. Szeligowskiego oraz kompleks sportowy POSiR.
7 grudnia 2007 Śródka została połączona z Ostrowem Tumskim mostem Biskupa Jordana, który jest kolejną w dziejach przeprawą przez Cybinę. Poprzedni most istniał w tym miejscu do 1969 roku. Zespół urbanistyczno-architektoniczny Ostrowa Tumskiego i Śródki od 6 października 1982 roku figuruje w rejestrze zabytków pod numerem A-239.

## Kultura
Atrakcją turystyczną Śródki jest trójwymiarowy mural Opowieść śródecka z trębaczem na dachu i kotem w tle zajmujący dwie ściany kamienicy pod adresem Śródka 3/Rynek Śródecki/Filipińska (wsch. od strony rynku i pn. od strony ul. Filipińskiej), odsłonięty 1 października 2015. Autorką dzieła jest Arleta Kolasińska, która w 2018 na ścianie nieodległej kamienicy przy ul. Ostrówek 17 umiejscowiła pierwszą w Poznaniu instalację wydającą dźwięki w wyniku przepływania wody deszczowej, zatytułowaną Zielona Symfonia (450 m²), wzorowaną na Grającym domu w Dreźnie. Jest to system rur, zbiorników i rynien o skomplikowanym kształcie.

## Ulice

### Obecne
- Bydgoska
- Cybińska
- Filipińska
- Gdańska
- Św. Jacka – najkrótsza ulica w Poznaniu wraz z Cybińską[18] (pierwotnie Św. Jana)
- Ostrówek
- Podwale
- Rondo Śródka
- Rynek Śródecki
- Śródka
- Kardynała Stefana Wyszyńskiego

#### Nieistniejące
- Zaułek Katarzyński[19]

## Literatura
W kamienicy przy ul. Śródka 13 rozgrywa się zasadnicza część akcji powieści Pierścień Bolesława Zbigniewa Wojtysia. W jednym z mieszkań pod tym adresem miałby się mieścić schowek, kryjący dowody na przyłączenie się Bolesława Zapomnianego do reakcji pogańskiej (m.in. nieznane części Kroniki Thietmara – tzw. Thietmar-B).
W 2016 ukazała się publikacja Trzeba by jeszcze powiedzieć. Z Archiwum Społecznego Śródki prezentująca nie drukowane wcześniej materiały zdjęciowe na temat dzielnicy.